# Statul Liber Fiume
Statul Liber Fiume (pronunțat [ˈfjuːme]) a fost un stat liber independent care a existat între 1920 și 1924. Teritoriul său de 28 kilometri pătrați (11 mi2) cuprindea orașul Fiume (azi Rijeka, Croația) și zone rurale din nordul acestuia, cu un coridor la vest care îl lega de Regatul Italiei.
Fiume și-a câștigat autonomia, pentru prima dată, în 1719, când a fost proclamat port liber al Sfântului Imperiu Roman printr-un decret emis de împăratul Carol al VI-lea. În 1776, în vremea împărătesei Maria Tereza, orașul a fost transferat Regatului Ungariei, iar, în 1779, a câștigat statutul de corpus separatum în cadrul acelui Regat. 
Orașul și-a pierdut, pentru scurt timp, autonomia, în 1848, după ce a fost ocupat de către banul croat (vicerege) Josip Jelačić, dar a recâștigat-o în 1868, când s-a alăturat Regatului Ungariei, din nou, ca corpus separatum. Statutul Fiumelui de exclavă a Ungariei însemna că, în ciuda faptului că țara era fără ieșire la mare, Regatul avea un port. Până în 1924, Fiume a existat din motive practice ca entitate autonomă cu elemente de statalitate. 
În secolul al XIX-lea orașul era locuit în majoritate de italieni, iar ca minorități de croați și maghiari și alte etnii. Afilierile naționale s-au schimbat de la recensământ la recensământ, deoarece la acea vreme „naționalitatea” era definită în principal de limba vorbită de o persoană. Statutul special al orașului, fiind plasat între diferite state, a creat o identitate locală în rândul majorității populației. Limbile oficiale utilizate au fost italiana, maghiara și germana; cea mai mare parte a corespondenței de afaceri a fost efectuată în italiană, în timp ce majoritatea familiilor vorbeau un dialect local, un amestec de venețiană cu împrumuturi croate. În mediul rural, din afara orașului, se vorbea un anumit tip de dialect croat chakavian cu multe împrumuturi italiene și venețiene.

## Politică
După Primul Război Mondial și dispariția Austro-Ungariei, problema statutului Fiume a devenit o problemă internațională majoră. În apogeul disputei dintre Regatul Sârbilor, Croaților și Slovenilor (numit mai târziu Regatul Iugoslaviei ) și Regatul Italiei, Marile Puteri (Marea Britanie, Franța și Statele Unite ale Americii) au pledat pentru stabilirea unui stat tampon independent. Președintele american Woodrow Wilson a devenit arbitrul în disputa iugoslavo-italiană asupra orașului. El a sugerat ca Fiume să fie înființat ca stat independent și ca potențială casă pentru organizația Societății Națiunilor.

Disputa a dus la anarhie, iar orașul și-a schimbat conducerea între un Comitet Național al slavilor de sud și un Consiliu Național italian, ducând în cele din urmă la debarcarea trupelor britanice și franceze care au preluat controlul asupra orașului. Consiliul Național a supratimbrat note austro-ungare – Coroane a Fiume – care au fost folosite ca monedă oficială. Această situație confuză a fost exploatată de poetul italian Gabriele d'Annunzio, care a intrat în oraș la 12 septembrie 1919 și a început o perioadă de ocupație timp de 15 luni. Un an mai târziu, după eșecul negocierilor cu guvernul italian, d'Annunzio a proclamat Regența italiană de la Carnaro . 
La 12 noiembrie 1920 Regatul Italiei și Regatul Sârbilor, Croaților și Slovenilor au semnat Tratatul de la Rapallo prin care ambele părți au convenit să recunoască „deplina libertate și independență a statului Fiume și să se oblige să o respecte perpetual”. Prin acest act a fost creat eternul „Stat Liber din Fiume”, care s-a dovedit că va exista ca stat independent timp de aproximativ patru ani. Statul nou creat a fost imediat recunoscut de SUA, Franța și Regatul Unit. D'Annunzio a refuzat să recunoască Acordul și a fost expulzat din oraș de către forțele regulate ale armatei italiene, în acțiunile „Crăciunului sângeros⁠(d)” din 24 până în 30 decembrie 1920.
În aprilie 1921 electoratul a aprobat planul unui stat liber și al unui consorțiu care să conducă portul. Au avut loc primele alegeri parlamentare, disputate între autonomiști și Blocul Național proitalian. Partidul Autonomist⁠(d), care a fost susținut și de voturile majorității croaților, a obținut 6.558 de voturi, în timp ce Blocul Național, compus din partidele Fascist, Liberal și Democrat, a primit 3.443 de voturi. Liderul Partidului Autonomist, Riccardo Zanella⁠(d), a devenit președinte.
Controlul asupra Statului Liber era într-o stare de flux aproape constantă. După plecarea trupelor lui d'Annunzio în decembrie 1920, Consiliul Național italian de la Fiume a preluat din nou controlul și a numit un guvern provizoriu. Un pact cu comandantul local italian a predat controlul armatei la 18 ianuarie 1921.
Un grup de loialiști al lui d'Annunzio au pus mâna pe o parte a orașului până când au fost, la rândul lor, alungați în septembrie. În octombrie, autonomistul Riccardo Zanella⁠(d) a fost numit președinte provizoriu; guvernarea sa a durat până la 3 martie 1922, când fasciștii italieni au dat o lovitură de stat, iar guvernul legal s-a refugiat în Kraljevica. Pe 6 martie  guvernul italian a fost rugat să restabilească ordinea, iar trupele italiene au intrat în oraș marți, 17 martie. Ei au redat controlul minorității adunării constituante care erau loiali anexioniștilor italieni.
După proclamarea Tratatului de la Rapallo, Partidul Comunist din Fiume (Partito Comunista di Fiume – Sezione della III.a Internazionale) a fost instituit în noiembrie 1921. Partidul Comunist din Fiume a fost cel mai mic Partid Comunist din lume. A fost înființat după principiile Internaționalei a Treia, conform cărora fiecare stat suveran trebuia să aibă propria sa organizație Partidul Comunist.
În ianuarie 1924 Regatul Italiei și Regatul Sârbilor, Croaților și Slovenilor au semnat Tratatul de la Roma (27 ianuarie 1924), fiind de acord cu anexarea Fiume de către Italia și absorbția Sušak de către Regatul Sârbilor, Croaților și Slovenilor; acesta a intrat în vigoare la 16 martie. Guvernul în exil al Statului Liber a considerat acest act invalid și fără caracter obligatoriu, conform dreptului internațional și și-a continuat activitățile până cu mult după anii 1950. După cel de-al Doilea Război Mondial, Zanella și Tito încă discutau despre posibilitatea restabilirii vechiului stat liber, dar schimbările din tabloul geopolitic internațional au determinat regimul comunist iugoslav să profite de ocazie și să anexeze orașul în 1947, după 2 ani de ocupație, și datorită sprijinului puternic al lui Stalin, în timpul conferinței de pace de la Paris.

## Urmări
Odată cu capitularea Italiei în al Doilea Război Mondial, problema „Rijeka” a reapărut. În 1944, un grup de cetățeni a emis Memorandumul Liburnia, în care se recomanda formarea unui stat confederat din cele trei cantoane Fiume, Sušak și Ilirska Bistrica. În condominiul comun ar intra și insulele Krk (Veglia), Cres (Cherso) și Lošinj (Lussino). Zanella din guvernul în exil a căutat în continuare restabilirea Statului Liber.
Autoritățile iugoslave, care au preluat orașul din ocupația germană la 3 mai 1945, s-au opus acestor planuri și au luat măsuri concrete pentru a soluționa disputa. Conducătorii autonomiștilor – Nevio Skull, Mario Blasich⁠(d) și Sergio Sincich – au fost uciși, în timp ce Zanella s-a ascuns. Odată cu Tratatul de pace de la Paris din 1947, Fiume (acum numit Rijeka) și Istria au devenit oficial parte a Iugoslaviei.